# シェネイ・グライムス
シェネイ・グライムス（英語: Shenae Sonya Grimes, 1989年10月24日 - ）は、カナダの女優。

## 来歴
カナダ南部のオンタリオ湖の畔にあるトロントの郊外で、アイルランド系の父親とイタリア系の母親の間にて生誕した。家はカナダの典型的な中産階級であった。
グライムスは、幼いころよりファッションデザイナーやダンサーに成るのが夢だったが、いつの頃からか、それらはうつろいだ。
もともと、グライムスは、女優に成ることは毛頭考えていなかったが、エージェントにより、才能を発掘されたことがきっかけとなり、女優の道へ進むことになった。
グライムスは、高校在学中より、テレビシリーズや映画に出演した。特にカナダのテレビシリーズである『Degrassi: The Next Generation』 におけるダーシー・エドワーズ役が最も著名であった。
2007年、グライムスは『Degrassi: The Next Generation』 の出演により、ジェミニ賞を受賞した。
他のグライムスの出演作品としては、今日に至るまで放映されているアメリカ合衆国の『新ビバリーヒルズ青春白書』のアニ－・ウィルソン役が知られている。
2013年の5月、ミュージシャンでモデルのジョシュ・ビーチと結婚式を挙げた。

## 主な出演作品

### 映画
| 公開年 | 邦題 原題                                                            | 役名   | 備考                 |
| ------ | -------------------------------------------------------------------- | ------ | -------------------- |
| 2005   | Shania: A Life in Eight Albums                                       |        |                      |
| 2008   | Picture This                                                         |        |                      |
| 2008   | True Confessions of a Hollywood Starlet                              |        |                      |
| 2009   | The Cross Road                                                       |        |                      |
| 2009   | デッド・ライク・ミー 死神の新たな仕事 Dead Like Me: Life After Death |        |                      |
| 2011   | スクリーム4: ネクスト・ジェネレーション Scream 4                     | Trudie | 冒頭のシーンのみ出演 |

### テレビ
| 公開年    | 邦題 原題                      | 役名                 | 備考 |
| --------- | ------------------------------ | -------------------- | ---- |
| 2004-2008 | Degrassi: The Next Generation  | ダーシー・エドワーズ |      |
| 2005      | Kevin Hill                     |                      |      |
| 2005      | The Power Strikers             |                      |      |
| 2005-2007 | Naturally, Sadie               |                      |      |
| 2009      | 72 Hours: True Crime           |                      |      |
| 2009      | Overruled!                     |                      |      |
| 2008-2013 | 新ビバリーヒルズ青春白書 90210 | アニ－・ウィルソン   |      |